# Burnside (fiume)
Il Burnside è un fiume del Canada che scorre nella  provincia del Nunavut.
Nasce  presso il lago Contwoyto (66°02′36″N 111°14′33″W), poi attraversa il lago Kathawachaga e dopo circa 200 chilomestri sfocia nel Bathurst Inlet.
È una popolare meta per canoisti, per via del suo percorso selvaggio e della sua acqua chiara, offre inoltre una serie di notevoli rapide.